# Elecciones provinciales de Jujuy de 1973
Las elecciones generales de la provincia de Jujuy de 1973 tuvieron lugar el 11 de marzo del mencionado año, al mismo tiempo que las elecciones presidenciales y legislativas a nivel nacional. Se realizaron con el objetivo de restaurar las instituciones democráticas constitucionales de la provincia después de casi siete años de la dictadura militar autodenominada Revolución Argentina, y a dieciocho de la proscripción del peronismo (aunque este llegó a gobernar brevemente Jujuy en 1966, meses antes del golpe).
El candidato del Partido Justicialista (PJ), Carlos Snopek, obtuvo el 55,87% de los votos y accedió a la gobernación en primera vuelta, sin que se dieran las condiciones necesarias para realizar un balotaje. En segundo lugar quedó Horacio Guzmán, del Movimiento Popular Jujeño (MPJ), en tercero el Partido 17 de Octubre, una escisión del justicialismo, y en cuarto lugar la Unión Cívica Radical. El PJ obtuvo 20 de los 30 escaños de la legislatura y el MPJ los 10 restantes. Los cargos electos asumieron el 25 de mayo de 1973 y se mantuvieron hasta el golpe de 1976. Jujuy no volvería a tener un gobernador constitucional no justicialista hasta la del radical Gerardo Morales en 2015.

## Resultados

### Gobernador y Vicegobernador
| Fórmula                            | Fórmula                            | Partido                            | Partido                                | Votos   | %     |
| Gobernador                         | Vicegobernador                     | Partido                            | Partido                                | Votos   | %     |
| ---------------------------------- | ---------------------------------- | ---------------------------------- | -------------------------------------- | ------- | ----- |
| Carlos Snopek                      | Alfredo Luis Benítez               |                                    | Partido Justicialista                  | 65.989  | 55,87 |
| Horacio Guzmán                     |                                    |                                    | Movimiento Popular Jujeño              | 33.756  | 28,58 |
| Ranzi Herrera                      |                                    |                                    | 17 de Octubre                          | 7.132   | 6,04  |
|                                    |                                    |                                    | Unión Cívica Radical                   | 5.162   | 4,37  |
|                                    |                                    |                                    | Partido Republicano                    | 3.806   | 3,22  |
|                                    |                                    |                                    | Partido Intransigente                  | 1.195   | 1,01  |
|                                    |                                    |                                    | Partido Socialista Democrático         | 1.047   | 0,89  |
|                                    |                                    |                                    | Tres Banderas                          | 15      | 0,01  |
|                                    |                                    |                                    | Movimiento de Integración y Desarrollo | 12      | 0,01  |
|                                    |                                    |                                    |                                        |         |       |
| Votos válidos                      | Votos válidos                      | Votos válidos                      | Votos válidos                          | 118.114 | 96,79 |
| Votos en blanco                    | Votos en blanco                    | Votos en blanco                    | Votos en blanco                        | 3.430   | 2,81  |
| Votos anulados                     | Votos anulados                     | Votos anulados                     | Votos anulados                         | 481     | 0,39  |
| Total de votos                     | Total de votos                     | Total de votos                     | Total de votos                         | 122.025 | 100   |
| Votantes registrados/participación | Votantes registrados/participación | Votantes registrados/participación | Votantes registrados/participación     | 149.989 | 81,36 |
| Fuente:                            |                                    |                                    |                                        |         |       |

### Cámara de Diputados
| Partido                            | Partido                                | Votos   | %     | Diputados | Electos |
| ---------------------------------- | -------------------------------------- | ------- | ----- | --------- | --- |
|                                    | Partido Justicialista                  | 66.385  | 56,39 | 20/30     | Ver electos: - Antonio Paleasi - Rudy Osvaldo Bandi - Irma Argelia Luna Espeche de Paz - Dardo Normando Domínguez Ferreyra - Manuel Antonio Mercado - Raúl Márquez - Néstor Manuel Serrano - Francisco Ricardo Tapia - René Parada - Alfredo Colomband Cáceres - María Esther Güemes - Eusebio Rozo - Carlos Fabian Garzón - Washington Jesús Cruz - Eduardo Horacio Conde - Antonio Víctor Leonardo Vea Murguía - Miguel Valentín Ramos - Luis Miguel Llanos - Modesto Ernesto Gorena - Carlos Justo Viviani |
|                                    | Movimiento Popular Jujeño              | 32.289  | 27,43 | 10/30     | Ver electos: - Simeón Moreno - Milda Lúquez de Iturbe - Napoleón Guiberguis - Washington Ricotti - Manuel Ignacio Scaro - Pedro Octavio Figueroa - Pedro Alvarado - Gabriel Arrieguez - Roberto Assef - Daniel Alberto Choque |
|                                    | 17 de Octubre                          | 7.182   | 6,10  |           | |
|                                    | Unión Cívica Radical                   | 5.370   | 4,56  |           | |
|                                    | Partido Republicano                    | 4.096   | 3,48  |           | |
|                                    | Partido Intransigente                  | 1.278   | 1,09  |           | |
|                                    | Partido Socialista Democrático         | 1.099   | 0,93  |           | |
|                                    | Tres Banderas                          | 16      | 0,01  |           | |
|                                    | Movimiento de Integración y Desarrollo | 12      | 0,01  |           | |
|                                    |                                        |         |       |           | |
| Votos válidos                      | Votos válidos                          | 117.727 | 96,48 |           | |
| Votos en blanco                    | Votos en blanco                        | 3.815   | 3,13  |           | |
| Votos anulados                     | Votos anulados                         | 483     | 0,40  |           | |
| Total de votos                     | Total de votos                         | 122.025 | 100   |           | |
| Votantes registrados/participación | Votantes registrados/participación     | 149.989 | 81,36 |           | |
| Fuente:                            |                                        |         |       |           | |